# رينوس إسرائيل
رينوس إسرائيل (بالهولندية: Rinus Israël) (مواليد 19 مارس 1942) هو لاعب كرة قدم. لعب مع منتخب هولندا لكرة القدم. سبق له أن لعب في كأس العالم لكرة القدم مع منتخب بلاده.

## روابط خارجية
- رينوس إسرائيل على موقع الاتحاد الدولي (مؤرشف)  (الإنجليزية)
- رينوس إسرائيل على موقع الاتحاد الأوربي (الإنجليزية)
- رينوس إسرائيل على موقع قاعدة بيانات كرة القدم.إي يو (الإنجليزية)
- رينوس إسرائيل على موقع ناشيونال فوتبول تيمز (الإنجليزية)
- رينوس إسرائيل على موقع عالم كرة القدم.نت (الإنجليزية)